# Steinkreis St Colmac Cottages

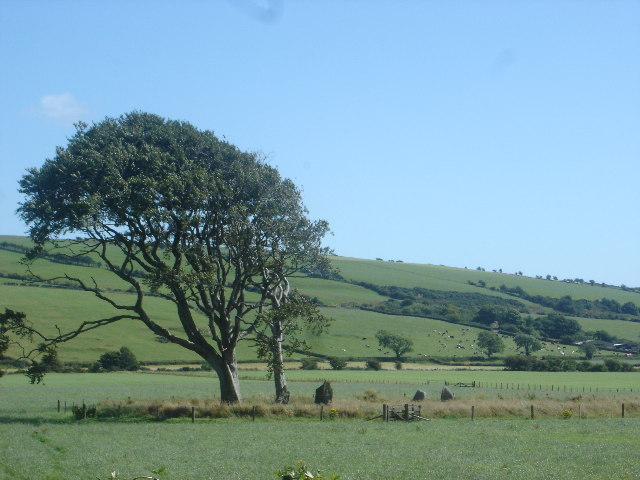
Steinkreis St Colmac oder Ettrick Bay

Der Steinkreis St Colmac Cottages (englisch stone circle at St Colmac Cottages, auch Ettrick Bay genannt) liegt südöstlich der B875 (Straße), westlich von Port Bannatyne, und 130 m östlich der St Colmac Cottages, als einzig erhaltener (von einst zwei Kreisen) auf der Isle of Bute in Bute in Schottland. 
Der ausgegangene Steinkreis stand 25 m westlich und ist auf Karten des frühen 19. Jahrhunderts als Rest mit fünf Steinen noch erkennbar. Hier stehen außerdem noch drei Menhire, einer davon ist mit einem Kreuz versehen. Der Cairn „Watch Hill“ und ein Gräberfeld, das vermutlich Steinkisten enthält, liegen in der Nähe. 
Der Steinkreis mit einem Durchmesser von etwa 13,0 m liegt in einem kleinen Buchenhain. Er besteht aus vier kompletten Steinen (0,55 bis 2,4 m hoch) und vier in situ befindlichen, jedoch abgebrochenen Steinen, hinzu kommt ein 1,7 m hoher Ausreißer (englisch outlier). Es gibt keine Spur des neunten, von James King Hewison (1853–1941) erwähnten Steines. Der Kreis wird von einem Wall von etwa 33,0 m Durchmesser umschlossen. 